# Armígero
En heráldica, un armígero es una persona (natural o jurídica) con derecho a utilizar una armería heráldica ya sea por derecho hereditario, concesión, matrícula o asunción de armas. Se dice que una persona así es armígera; una familia o un clan igualmente.

## Etimología
La palabra latina armiger significa literalmente "portador de armas". En la Inglaterra de la alta y baja de la Edad Media, la palabra se refería a un escudero que acompañaba a un caballero, pero que portaba su propio escudo de armas único.
Armiger también se usó como cognomen latino, y ahora se encuentra como un apellido raro en los países de habla inglesa.

## Historia
En la nobleza española, armígero era un rango específico bajo al que tenían derecho un determinado grupo de nobles sin título. En la heráldica moderna también se utiliza el término blasonado.